# Streptogyne
Streptogyne là một chi thực vật có hoa trong họ Lan.